# Erich Bey
El Konteradmiral Erich Bey (23 de març de 1898 - 26 de desembre de 1943) va ser un almirall alemany durant la Segona Guerra Mundial. Va servir com a comandant de les forces de destructors de la Kriegsmarine i va comandar el creuer Scharnhorst a la batalla del Cap Nord el 26 de desembre de 1943, durant la qual el seu vaixell va ser enfonsat i va morir.

## Carrera
Bey es va unir a la Kaiserliche Marine el 13 de juny de 1916 i va servir al seu braç destructor. Després del final de la Primera Guerra Mundial, es va quedar a la marina i va continuar la seva carrera amb l'ascens del Partit Nazi al poder a Alemanya. A l'inici de la Segona Guerra Mundial se'l va promoure a Fregattenkapitän.
Bey va dirigir la 4a Flotilla de Destructors, formada pels destructors Z11 Bernd von Arnim, Z12 Erich Giese i Z13 Erich Koellner, com a part de la força del Kommodore Friedrich Bonte que transportava les tropes de muntanya del general Eduard Dietl per a l'ocupació de Narvik durant la invasió de Noruega el 9 d'abril de 1940. En les següents batalles de Narvik el 10 d'abril i el 13 d'abril, Bey es va distingir per liderar un petit grup de destructors en una acció valenta encara que condemnada contra una Royal Navy superior que incloïa el cuirassat HMS Warspite.
Bey va rebre la Creu de Cavaller de la Creu de Ferro el 9 de maig de 1940. L'endemà va ser ascendit a Kapitän zur See i nomenat comandant de la força alemanya de destructors (Führer der Zerstörer), succeint al comodor Bonte, que havia estat mort el 10 d'abril a la primera batalla de Narvik. Aleshores, Bey va comandar la pantalla del destructor protegint els vaixells del Grup Brest (Scharnhorst, Gneisenau i Prinz Eugen) durant l'operació Cerber (el "Pas del Canal") el febrer de 1942. Dels tres, el Scharnhorst va patir grans danys després d'haver colpejat una mina naval col·locada fora de l'estret de Dover.

### Batalla del Cap Nord
Promogut a Konteradmiral, l'1 de març de 1943, Bey va dirigir el 26 de desembre un grup de treball format pel cuirassat Scharnhorst i els destructors Z29, Z30, Z33, Z34 i Z38 fora del fiord Alta a l'operació Front Oriental. La primera i única sortida a la superfície ordenada pel Gran Almirall Karl Dönitz, l'objectiu de Bey era interceptar el comboi aliat JW 55B en ruta cap a Múrmansk.
La força inicial de Bey del Scharnhorst i cinc destructors era superior als creuers i destructors britànics d'escorta del comboi en termes de potència de foc. No obstant això, el vaixell insígnia de Bey va ser superat pel cuirassat de l'almirall Bruce Fraser, HMS Duke of York, que va dirigir la flota britànica de la flota local fent ombra al comboi. S'esperava que el Scharnhorst utilitzés la seva velocitat per evitar un compromís amb el Duke of York.
El mal temps, la mar forta i el reconeixement inadequat de la Luftwaffe van impedir que Bey localitzés inicialment el comboi, per la qual cosa va separar els seus destructors per desplegar-los i ajudar en la recerca. Tanmateix, la tempesta va fer que els destructors de Bey no acabessin jugant cap paper a la batalla. Bey, a bord del Scharnhorst, va aconseguir localitzar el comboi, però en el primer enfrontament de la següent batalla del Cap Nord, mentre intercanviava foc amb els creuers de pantalla del comboi britànic, el radar de Scharnhorst va ser destruït, deixant-lo més o menys cec durant la llarga nit hivernal. El Scharnhorst va ser descobert llavors pel més poderós Duke of York i va patir danys crítics abans de ser enfonsat després de diversos cops de torpedes dels destructors. De la tripulació de 1.968 homes del Scharnhorst, els vaixells de la Royal Navy van recollir nomes a 36 vius des del mar gelat, cap dels quals era un oficial.

## Promocions
Fähnrich zur See – 12 d'octubre de 1916
 Leutnant zur See – 17 de març de 1918
 Oberleutnant zur See – 1 d'abril de 1922
 Kapitänleutnant – 1 de desembre de 1928
 Korvettenkapitän – 1 d'abril de 1935
 Fregattenkapitän – 1 d'octubre de 1938
 Kapitän zur See – 1 d'abril de 1940
 Kommodore – 10 d'abril de 1942
 Konteradmiral – 1 de març de 1943

## Condecoracions
Creu de ferro 1914 de 2a classe
 Creu Hanseàtica d'Hamburg
  Medalla per salvar vides (Prússia)
 Creu d'Honor 1914-1918
 Creu dels 25 anys de Servei a la Wehrmacht
 Medalla del Retorn del Districte del Memel (20-3-1939)
 Medalla de l'1 d'octubre de 1938 (Annexió de Txecoslovàquia)
 Barra de 1939 a la Creu de ferro de 2a classe – 16 d'octubre de 1939
  Creu de ferro 1939 de 1a classe – 20 de novembre de 1939
 Creu de Cavaller de la Creu de Ferro – 9 de maig de 1940 com a Kapitän zur See i cap de la 4. Zerstörer-Flottille
 Insígnia de Guerra dels Destructors
 Escut de Narvik
Citat al Wehrmachtbericht – 27 de desembre de 1943